# Anepa-Centro Popular
Anepa-Centro Popular (Anepa-CP), también conocido como Centro Popular (CP) fue un partido político español existente entre 1977 y 1979. Se consideraba continuador de la agrupación política Asociación Nacional para el Estudio de Problemas Actuales (Anepa) y se definía como un partido de centro.

## Historia

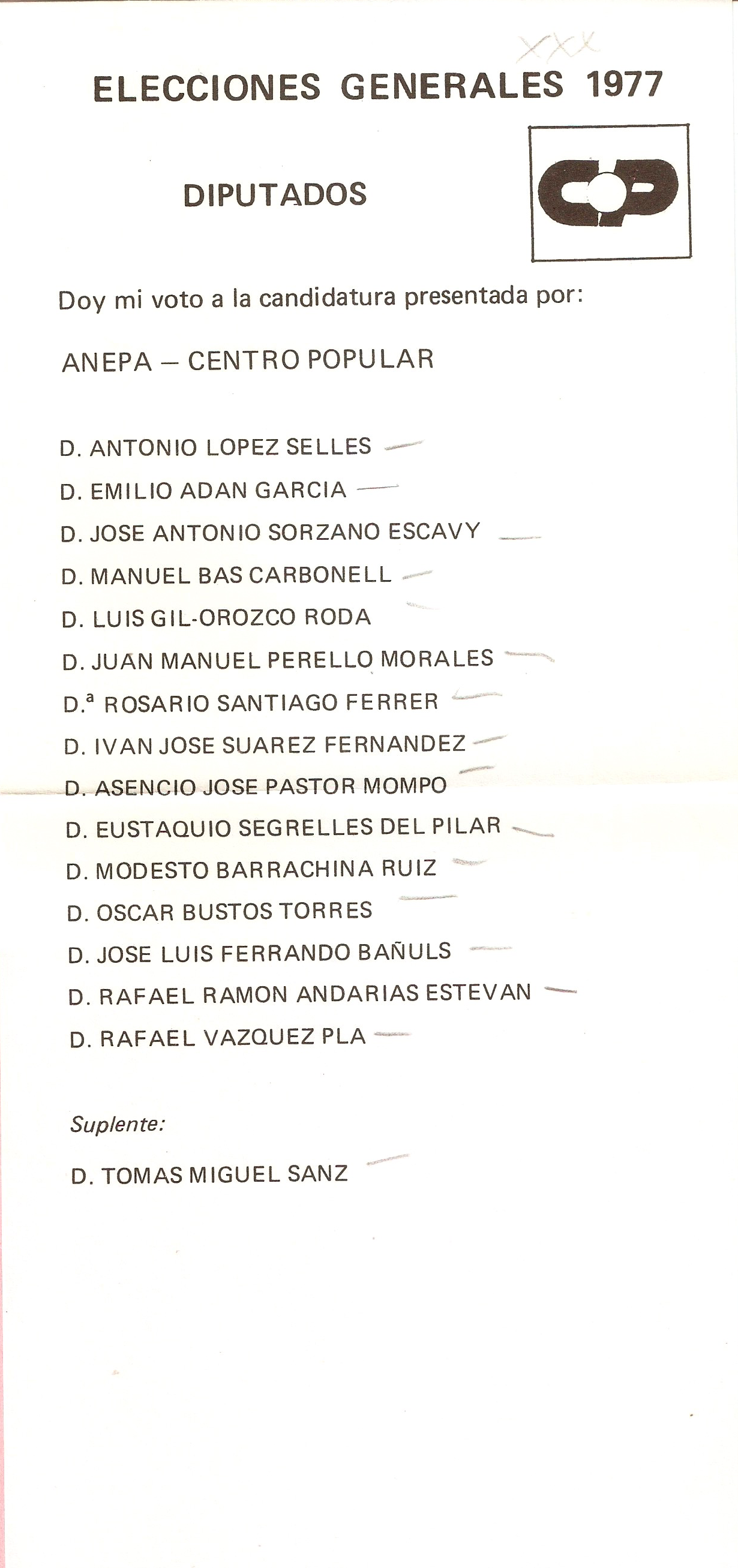
Papeleta electoral en 1977

El 12 de enero de 1977, la junta directiva de Anepa procedió a expulsar a su presidente Enrique Thomas de Carranza por su intento de acercar al movimiento a posiciones conservadoras e ingresar a la Federación de Alianza Popular (FAP). El 2 de febrero de ese año, Anepa adoptó la denominación de Anepa-Centro Popular y asumió como nuevo presidente José Ramón Alonso, quien retiró al partido de FAP. Por su parte, los seguidores de Thomas de Carranza formaron la Unión Social Popular, que se uniría a los pocos meses de fundada a la FAP.
Anepa-CP inició inmediatamente conversaciones para integrarse a la Unión de Centro Democrático, las cuales no fructificaron. Se presentó en solitario a las elecciones generales de 1977, obteniendo un total de 18 113 votos, correspondientes al 0,10% de las preferencias, y ningún escaño. En vista de este magro resultado electoral, el 13 de diciembre de 1977 se fusionó con el Partido Conservador Español de Enrique Villoria, manteniendo la denominación de este último. El 25 de febrero de 1978 ambos partidos formaron parte de la coalición Nueva Derecha Española, junto a otros partidos de derechas.
El 21 de diciembre de 1978, integró la coalición Derecha Democrática Española, junto a algunos de sus aliados de Nueva Derecha Española. En 1979, formó parte de la Coalición Democrática.